# 富加镇
富加镇，是中华人民共和国四川省眉山市仁寿县下辖的一个乡镇级行政单位。2019年12月，撤销玉龙镇，将其所属行政区域划归富加镇管辖。

## 行政区划
富加镇下辖以下地区：
天贵社区、江西社区、合作村、东风村、康乐村、文化村、马鞍村、燎原村、奋斗村、柳沟村、和桂村、章平村、音堂村、埢店村、金钟村、民主村、桂树村、卫国村、九泉村、鱼茂村、互建村和河埝村。